# Patrol Boat, River

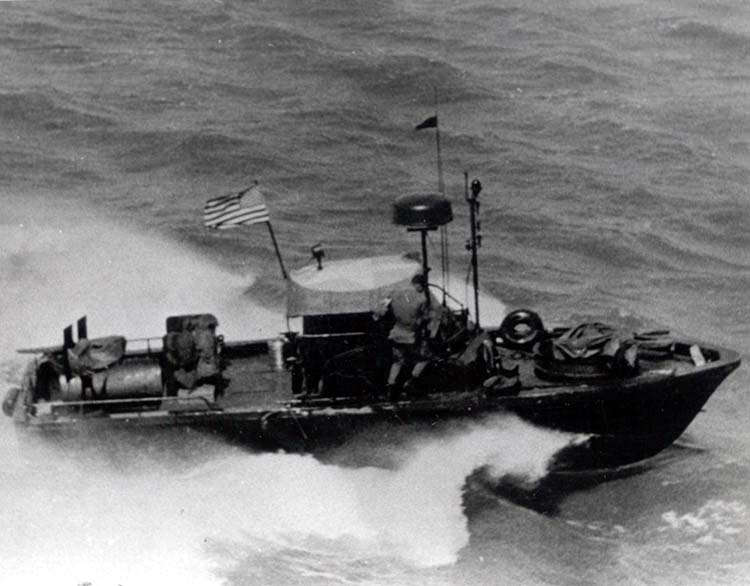
PBR Mark II

Patrol Boat, River (również Patrol Boat, Riverine lub PBR) – oznaczenie United States Navy dla łodzi patrolowych używanych podczas wojny wietnamskiej w latach 1966–1971 do patrolowania rzek, głównie w delcie Mekongu, oraz transportu żołnierzy Navy SEALs.